# Chapelle à la mer
La chapelle à la mer est un ancien édifice religieux en bois du culte chrétien aujourd'hui désacralisé de Mimizan-Plage, dans le département français des Landes.

## Présentation
Le développement du tourisme balnéaire sur la côte landaise à la fin du XIXe siècle contraint la station de Mimizan-les-Bains, comme on dit alors, à se doter d'un nouveau lieu de culte. La décision de construire une chapelle en bois est prise par délibération du conseil municipal en date du 16 septembre 1895 et l'édification de la « chapelle à la mer » est réalisé dès 1896 par le charpentier local Henri Lespès, selon les plans et devis de M. Boyrie de Pissos, pour un coût de 2 500 francs.
La messe inaugurale est célébrée le 19 juillet 1900 par le curé Darrieutort. Devenue trop exiguë, la chapelle est agrandie d'une travée en 1914. De 1924 à 1930, Coco Chanel est une invitée privilégiée du duc de Westminster au château Woolsack, sur les bords du lac d'Aureilhan. Elle vient parfois accompagnée de ses petites mains, qui logent dans la colonie du Pylône le temps de leurs vacances. C'est à la chapelle à la mer que ces couturières assistent à l'office religieux durant leur séjour.

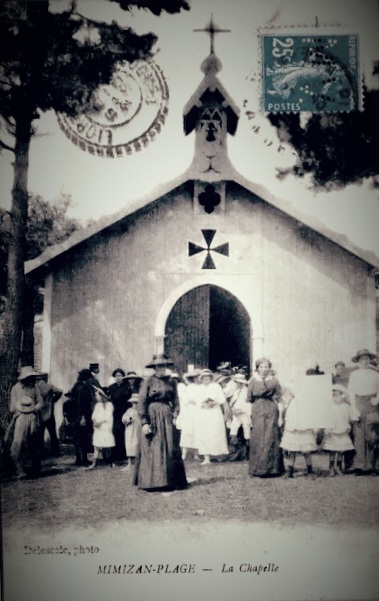
Chapelle à la mer, vers 1910
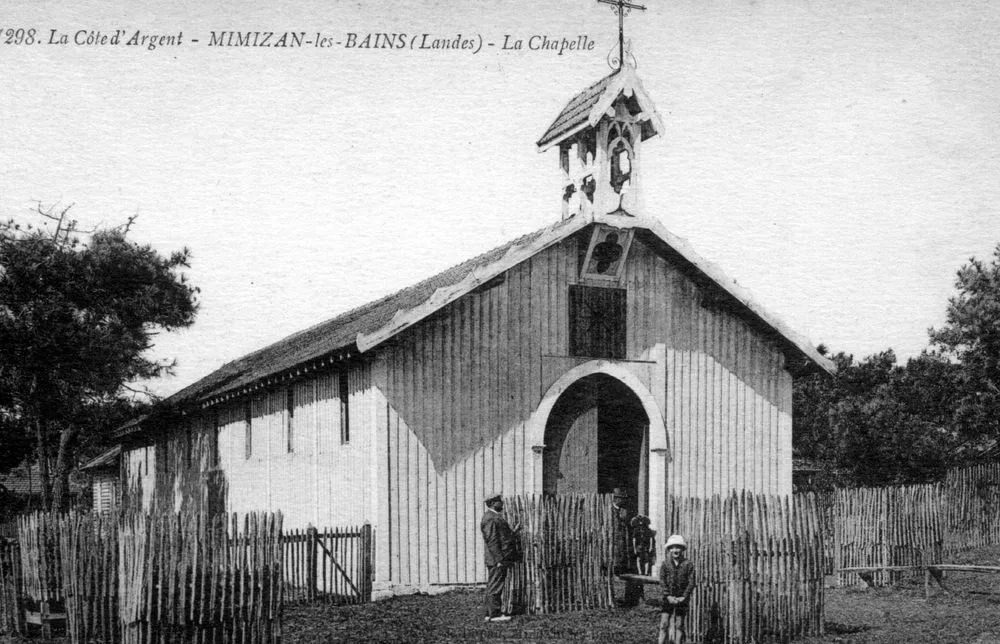
Chapelle à la mer, vers 1920

La chapelle est rénovée en 1948, elle subit une modification de son clocheton, la suppression de la croix de Malte et la construction d'un porche. Pendant des années chaque 1er mai, la messe y est célébrée pour la traditionnelle fête de la mer de Mimizan : une procession y rassemble les pêcheurs, membres d'équipage et leurs familles, qui partent vers la plage du courant de Mimizan face au quartier des pêcheurs, pour la bénédiction des pinasses et de l'océan.
Après l'inauguration le 8 juin 1969 de la nouvelle église Notre-Dame des Dunes, plus vaste et plus moderne, la chapelle en bois cherche sa place au sein de la ville, tantôt dégradée et rejetée, tantôt respectée et renommée. Elle est mise un temps à la disposition du culte protestant en 1975, puis sert d'entrepôt à du matériel municipal. Un projet laissé sans suite de déconstruction et de remontage dans un département voisin est envisagé, et la chapelle échappe par deux fois à la destruction grâce à des pétitions.
L'une d'elles, lancée en 1989 par une association de défense du patrimoine, est relayée par le journal Sud Ouest. Cette association remporte en 2006 le premier prix d'un concours régional de préservation du patrimoine organisé par ce même quotidien. Dès 2008, la municipalité décide de prendre l'édifice en considération, de le restaurer et d'en faire un lieu de culture locale.
Des travaux de consolidation de la toiture et de menuiserie sont effectués en 2009-2010, permettant d'organiser des expositions pendant la saison estivale : la première d'entre elles est consacrée en juillet 2009 à la traversée de l'Atlantique Nord à bord de l'Oiseau Canari par Jean Assollant, René Lefèvre et Armand Lotti 80 ans plus tôt, celle de 2010 a pour thème la projection de Mimizan dans le passé, présent et futur, celle de 2011 retrace le Mimizan de l'après-guerre.

## Galerie

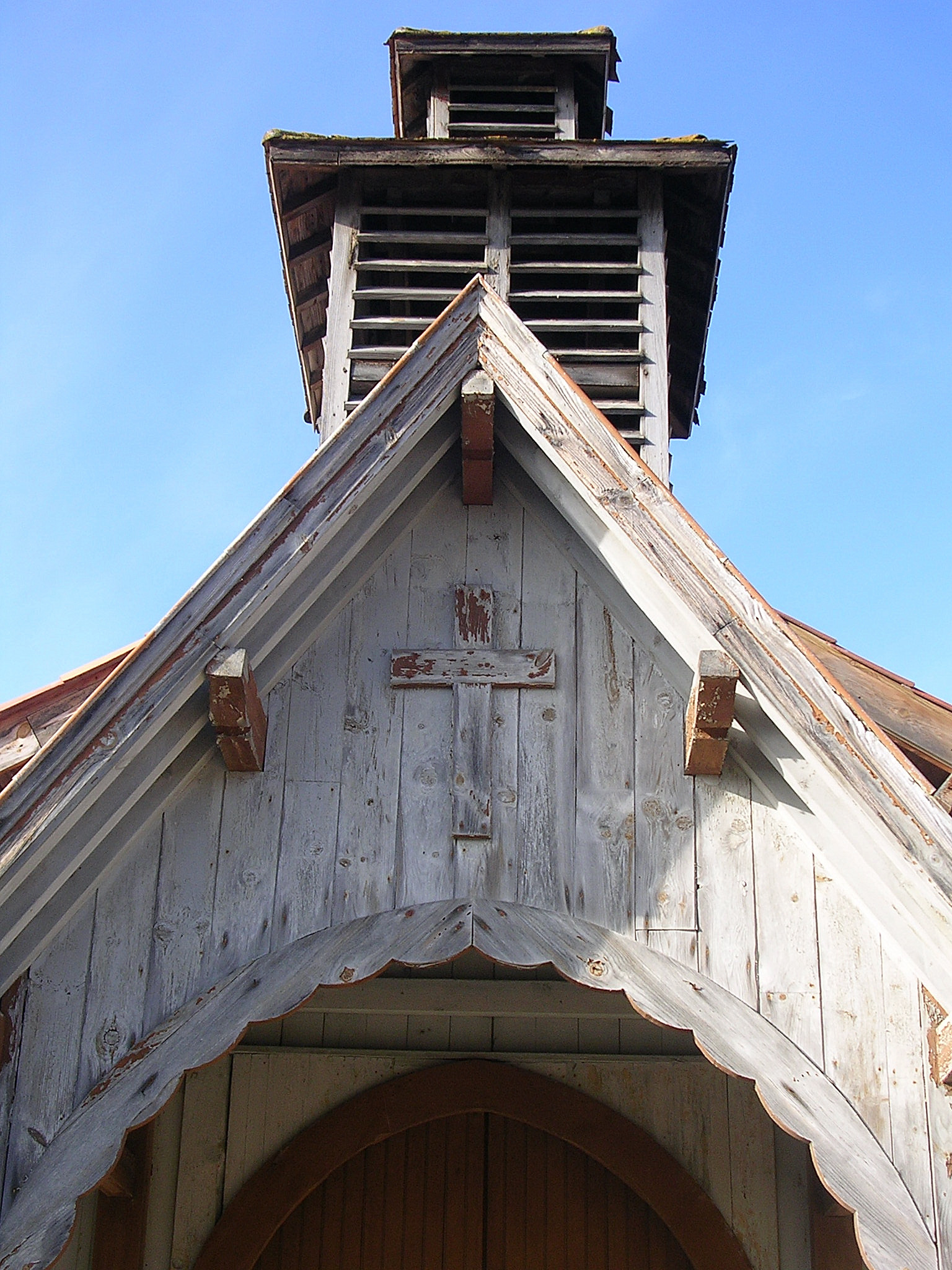
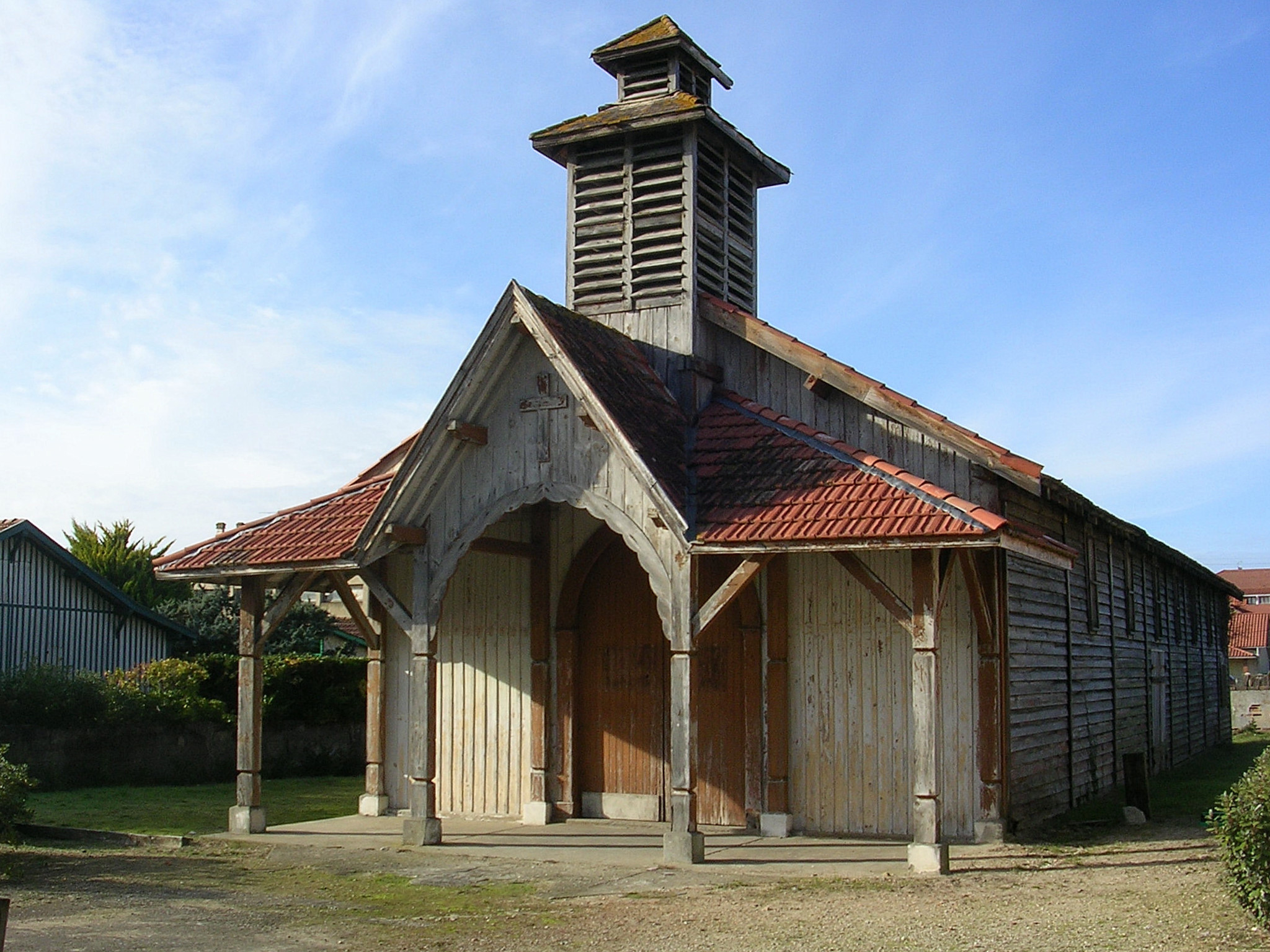

Vues extérieures
Vues intérieures

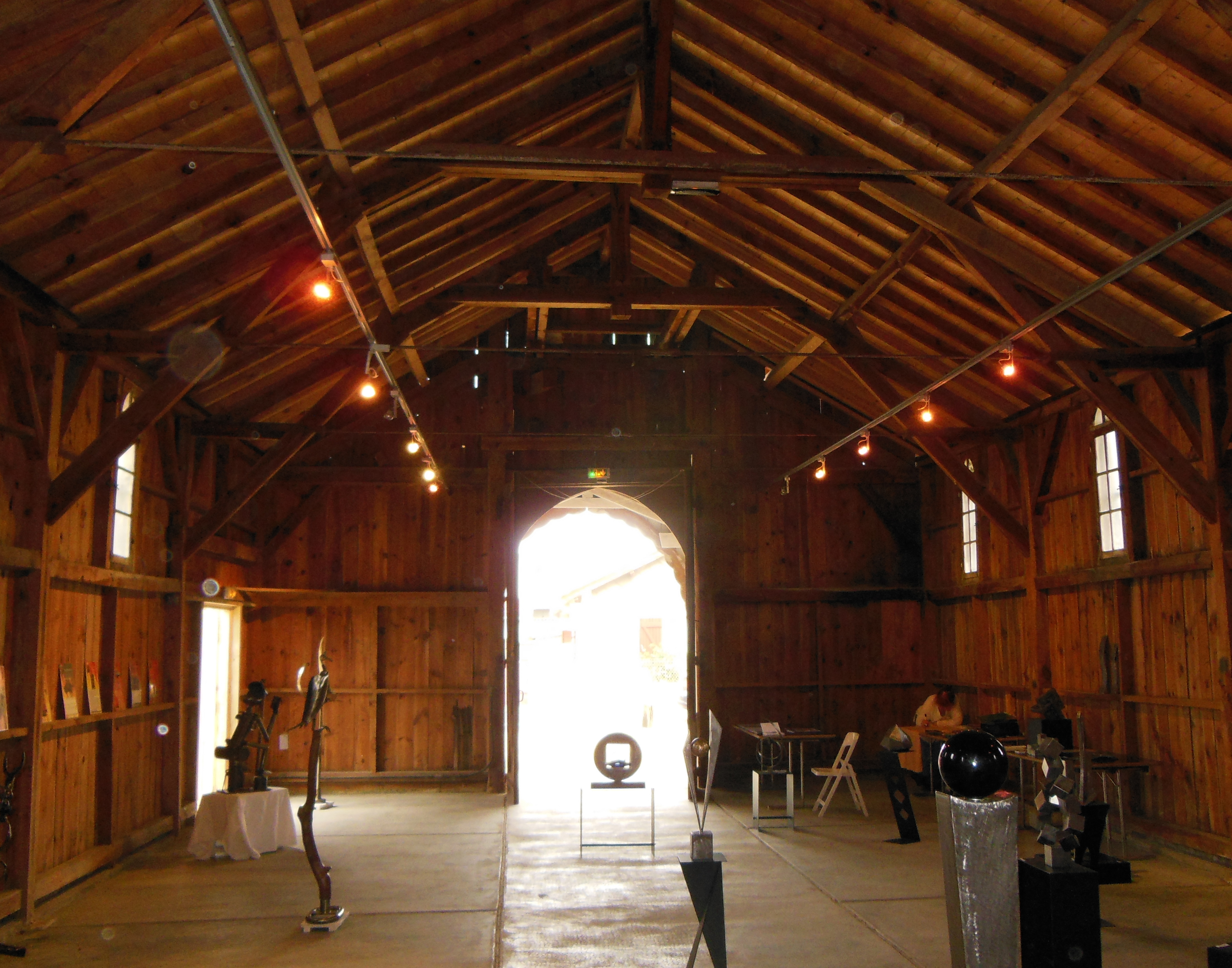
La nef.
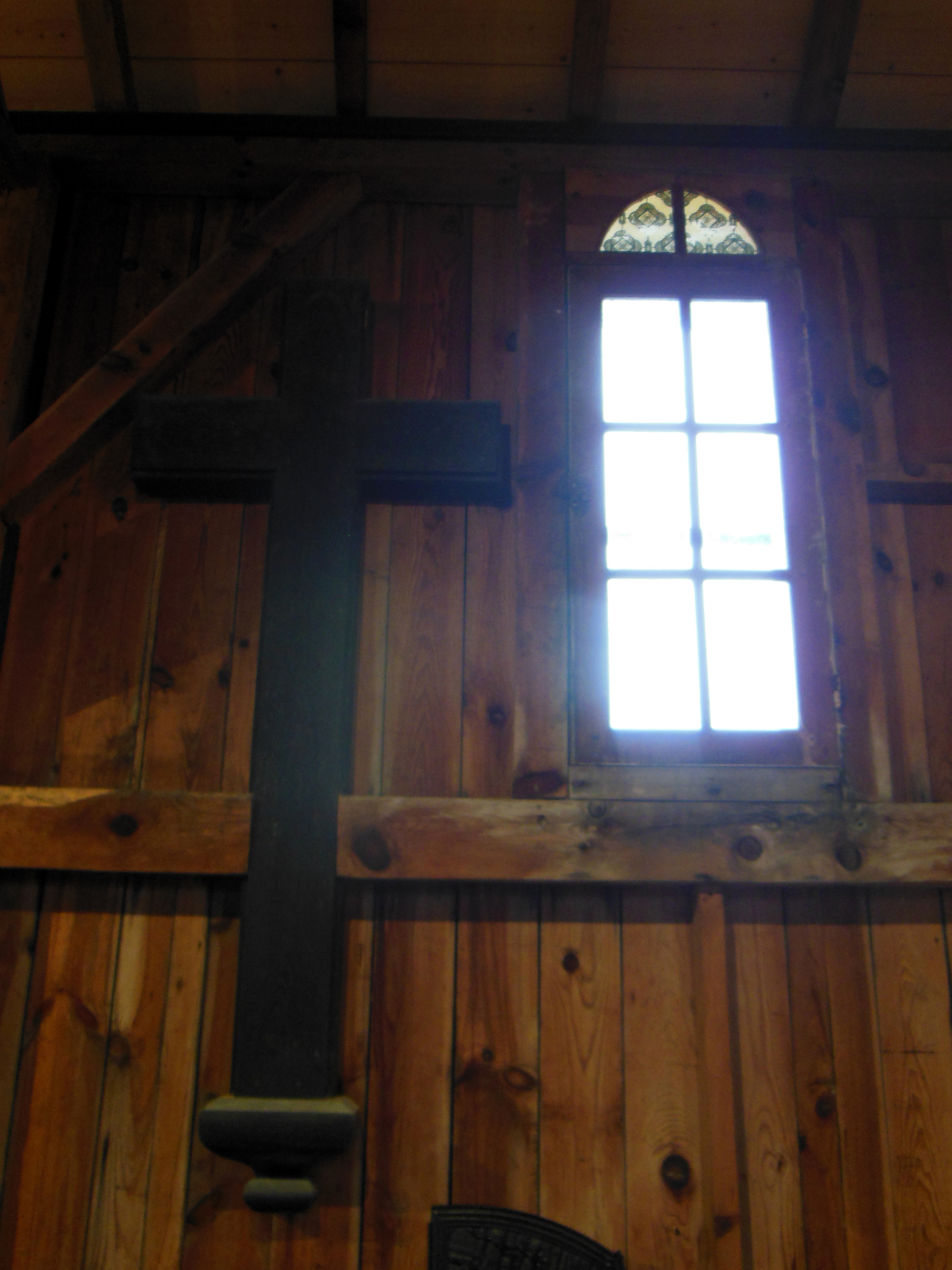
Détail crucifix et vitrail.
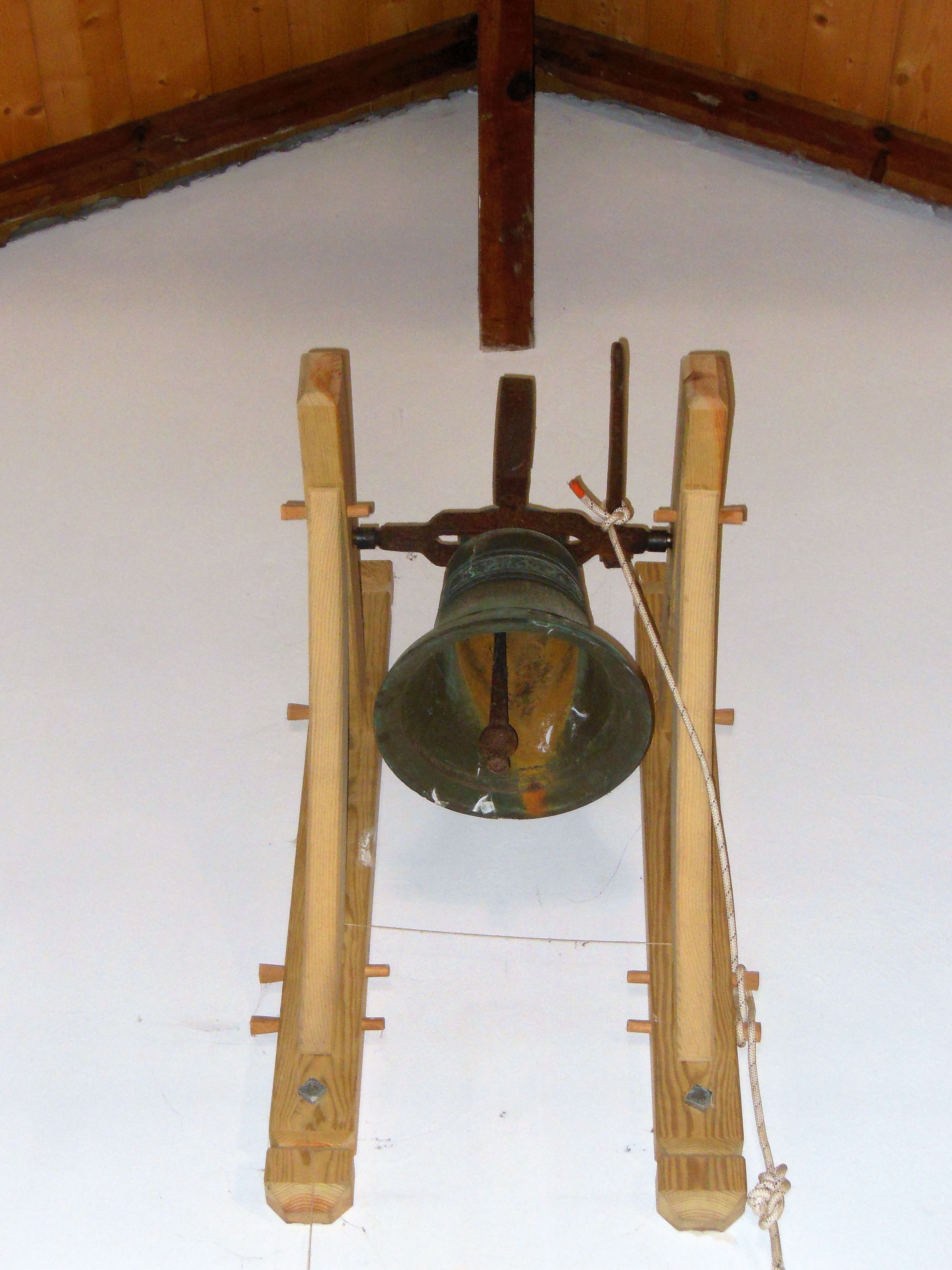
Cloche intérieure.